# Песчанский, Валентин Григорьевич
Валентин Григорьевич Песчанский (20 сентября 1931 года) — советский, украинский физик - теоретик, доктор физико — математических наук, профессор. Лауреат Государственной премии Украины в области науки и техники. Известен благодаря научным работам по электронной теории металлов и низкоразмерных систем.

## Биография
В. Г. Песчанский родился 20 сентября 1931 года в Харцызском районе Донецкой области. С 1948 по 1950 год учился на физико-техническом факультете Московского государственного университета им. М. В. Ломоносова. В 1950 году поступил на физико-математический факультет Харьковского государственного университета им. А. М. Горького. В 1955-1958 годах учился в аспирантуре этого же университета под руководством И. М. Лифшица. 
Кандидатскую диссертацию защитил в 1959 г. Тема диссертации – «Некоторые вопросы теории гальваномагнитных явлений в металлах». Учёную степень доктора физико-математических наук получил в 1970 году. Тема докторской диссертации — «Кинетические характеристики проводников ограниченных размеров в магнитном поле». Учёное звание профессора было присуждено в 1975 году. 
После окончания аспирантуры в 1958 году работал ассистентом и доцентом кафедры статистической физики и термодинамики Харьковского государственного университета. 
В 1962 г. перешёл на работу в Физико-технический институт низких температур АН Украины (сейчас Физико-технический институт низких температур имени Б. И. Веркина НАН Украины) на должность старшего научного сотрудника. Занимал должность заведующего отделом (1970—1986 гг.). До 2015 года — главный научный сотрудник ФТИНТ. В 1976-1991 годах член Научного совета по физике низких температур АН СССР. 
Член редколлегии журнала «Физика низких температур». В 1992-1995 годах был заместителем главного редактора этого журнала. Автор и соавтор более 170 научных статей и четырёх монографий. Имеет индекс Хирша h=19. Из 20 подготовленных им кандидатов наук четверо стали докторами наук. 
С 1966 года - преподаватель (по совместительству) кафедры статистической физики и термодинамики (с 1979 – кафедра теоретической физики имени академика И. М. Лифшица). С 1971 по 2015 год - профессор, а с апреля 2015 г. - профессор-консультант кафедры. В. Г. Песчанский преподавал разные курсы теоретической физики, в частности, общий курс «Физическая кинетика» и спецкурс «Теория металлов». Приглашался с лекциями на международные школы и в зарубежные университеты.

## Научные результаты
- Теория гальваномагнитных явлений в металлах с открытой поверхностью Ферми (совместно с И. М. Лифшицем)
- Теория гальваномагнитных, высокочастотных и магнитоакустических эффектов в металлах при произвольном законе дисперсии носителей заряда (совместно с М. Я. Азбелем, И. А. Привороцким).
- Теория статического скин - эффекта - вытеснение токовых линий к поверхности тонкой пластины, помещённой в сильное магнитное поле (совместно с М. Я. Азбелем)
- Теория гальваномагнитных и термоэлектрических эффектов в квантующем магнитном поле для многолистной поверхности Ферми (совместно с О. В. Кириченко).
- Теория кинетических явлений в проводниках малых размеров при произвольном характере взаимодействия носителей заряда с поверхностью проводника.(совместно с О. В. Кириченко).
- Теория квантовых магниторазмерных эффектов в тонких пластинах и проволоках. С. С. Недорезовым).
- Теория акустоэлектронных явлений в металлах в широкой области магнитных полей как в массивных, так и в тонких проводниках (совместно с В. М. Гохфельдом и О. В. Кириченко).
- Теория кинетических явлений в квантующем магнитном поле в слоистых проводниках при произвольном виде квазидвумерного или квазиодномерного энергетического спектра носителей заряда (совместно с О. В. Кириченко, Ю. А. Колесниченко, Д. И. Степаненко)[4].

## Избранные научные публикации
1. Гальваномагнитные характеристики металлов с открытой поверхностью Ферми / Лифшиц И.M., Песчанский В. Г. // ЖЭТФ. — 1958.— Т. 35, № 5.—С. 1251—1264; 1960.—Т. 38, № 1.—С. 168—173.
2. Contribution to the Theory of Magnetoacoustic Resonance in Metals / E.A. Kaner, V.G. Peschansky, I.A. Privorotsky // Zh.Eksp.Teor.Fiz. (JETP) V.40, 214—226 (1961).
3. Cyclotron Resonance in an Inclined Magnetic Field / M.Ja. Azbel', V.G. Peschansky // Pis'ma v Zh.Eksp.Teor.Fiz.(JETP Lett.) V.5, issue 12, 26-29 (1967); Zh.Eksp.Teor.Fiz. V.54, 477—490 (1968)
4. Cyclotron Resonance in thin Films / V.G. Peschansky // Pis'ma v Zh.Eksp.Teor.Fiz.(JETP Lett.) V.7, issue 12, 469—492 (1968).
5. On nonlinear Effects in thin Conductors / V.G. Peschansky, K. Oyamada, V.V. Polevich // Zh.Eksp.Teor.Fiz., V.67, 1989—2000 (1974).
6. Static Skin Effect in Metals with open Fermi Surface  O.V. Kirichenko, V.G. Peschansky, S.N. Savel'eva // Zh. Eksp. Teor. Fiz., V.77, 2045—2060 (1979).
7. Quantum Magnetosize Effects in Metals / S.S. Nedorezov, V.G. Peschansky // Pis'ma v Zh.Eksp.Teor.Fiz.(JETP Lett.) V.31, issue 10, 577—581 (1980); Physica 108B, 903—904 (1981); Zh.Eksp.Teor.Fiz.(JETP), V.80, 368—379 (1981).
8. Electromagnetic Field Spikes in thin Metal Slabs / M.A. Lur'e, V.G. Peschansky, K. Yiasemides// J. Low Temp. Phys. V.56, No ¾, 277—313 (1984).
9. On Galvanomagnetic Size Effects in Metals / V.G. Peschansky // J. Stat. Phys. V.38, No ½, 253—266 (1985).
10. Static Skin Effect at high Current Density // K. Oyamada, V.G. Peschansky, D.I. Stepanenko// Physica B, V.165/166, 277—278 (1990); Phys. Stat. Solidi (Berlin), 165B, 211—217 (1991).
11. Kinetic Size Effects in Metals in a Magnetic Field / V.G. Peschansky. // Sov. Sci. Rev. A Physica (Harwood Acad. Publ. UK) V.16, 1-112 (1992).
12. Nonlocal Acoustoelectronic Effects in Metals and Layered Conductors / V.M. Gokhfel'd, V.G. Peschansky // Sov. Sci. Rev. A Physica (Harwood Acad. Publ. UK) 17, 1-125 (1993).
13. Magnetoacoustic Resonance in Layered Conductors / O.V. Kirichenko, V.G. Peschansky // J.de Phys. (France) 1,4, 823—825 (1994).
14. Acoustoelectronic Transparency of Organic Conductors / O.V. Kirichenko, V.G. Peschansky // Pis'ma v Zh.Eksp.Teor.Fiz.(JETP Lett.) V.64, issue 12, 845—848 (1996).
15. Kinetic Phenomena in Layered Conductors placed in a Magnetic Field / V.G. Peschansky // Physics Reports V.288, issue 1-6, pp. 305—324 (1997).
16. Electron Phenomena in Layered Conductors / O.V. Kirichenko, Yu.A. Kolesnichenko, V.G. Peschansky // Physics Reviews  (Harwood Acad. Publ. UK) V.18, Part 4, 1-99 (1998).
17. Galvanovagnetic phenomena in Layered Organic  Conductors, / M.V. Kartsovnik and V.G. Peschansky, // J.Low Temp. Phys.,V.117, p.1717-1721 (1999); Phys. Rev.B V. 60, No 15, p.11207-11208 (1999); Low Temp. Phys., v.31, No 3-4, pp.185-202 (2005).
18. Nonlinear Electromagnetic Waves in Fermi-Liquid Systems with Strong Magnetism of Conduction Electrons/ V.G. Peschansky, D.I. Stepanenko // The Physics of Metals and Metallography, vol.92, Suppl. Issue 1, 119—122 (2001).

## Награды
Лауреат Государственной премии Украины в области науки и техники (2008). Соросовский профессор (1994). Награда НАН Украины «За подготовку научной смены» (2010).